# Lista de filmes portugueses de 1998
Lista de filmes portugueses de longa-metragem estreados em Portugal em 1998, nas salas de cinema.
Notas: Na secção coprodução, passando o cursor sobre a bandeira aparecerá o nome do país correspondente.
| #  | Filme                             | Realização                 | Género                    | Estreia         | Coprodução                             |
| -- | --------------------------------- | -------------------------- | ------------------------- | --------------- | -------------------------------------- |
| 1  | Le Bassin de J.W.                 | João César Monteiro        | Comédia                   | 30 de abril     | França                                 |
| 2  | Comédia Infantil                  | Solveig Nordlund           | Drama                     | 27 de julho     | Suécia · Moçambique                    |
| 3  | Inquietude                        | Manoel de Oliveira         | Drama                     | 30 de outubro   | Espanha · França · Suíça               |
| 4  | Os Mutantes                       | Teresa Villaverde          | Drama                     | 27 de novembro  | França                                 |
| 5  | Pau de Sangue                     | Flora Gomes                | Drama                     | 31 de julho     | Guiné-Bissau · França · Tunísia        |
| 6  | O Pecado da Mamã                  | Saguenail                  | Drama                     | 27 de fevereiro | —                                      |
| 7  | Pesadelo Cor-de-Rosa              | Fernando Fragata           | Romance, comédia          | 30 de outubro   | —                                      |
| 8  | Requiem                           | Alain Tanner               | Drama                     | 3 de julho      | França · Suíça                         |
| 9  | Sapatos Pretos                    | João Canijo                | Drama, suspense, policial | 10 de abril     | França                                 |
| 10 | A Tempestade da Terra             | Fernando d'Almeida e Silva | Drama                     | 4 de dezembro   | —                                      |
| 11 | Tráfico                           | João Botelho               | Comédia                   | 31 de dezembro  | França · Dinamarca                     |
| 12 | O Testamento do Senhor Napumoceno | Francisco Manso            | Drama                     | 17 de abril     | Bélgica · Brasil · França · Cabo Verde |
| 13 | Zona J                            | Leonel Vieira              | Drama, romance, policial  | 11 de dezembro  | —                                      |